# Nemeskeresztúr
Nemeskeresztúr is een plaats (község) en gemeente in het Hongaarse comitaat Vas. Nemeskeresztúr telt 307 inwoners (2001).